# Organização Abu Nidal
A Organização Abu Nidal (OAN; árabe: منظمة أبو نضال Munaẓẓamat Abu Nidal), oficialmente Fatah - Conselho Revolucionário (فتح - المجلس الثوري Fatah al-Majles al-Thawry), foi um grupo militante palestino fundado por Abu Nidal em 1974. Ele se separou da Fatah, uma facção da Organização para a Libertação da Palestina, após o surgimento de um desentendimento entre Abu Nidal e Yasser Arafat. A OAN foi designada como uma organização terrorista por Israel, Estados Unidos, Reino Unido, Canadá, União Europeia e Japão. No entanto, vários países árabes apoiaram as atividades do grupo; ela foi apoiada pelo Iraque de 1974 a 1983, pela Síria de 1983 a 1987 e pela Líbia de 1987 a 1997. Cooperou brevemente com o Egito de 1997 a 1998, mas acabou retornando ao Iraque em dezembro de 1998, onde continuou a ter o apoio do Estado até a morte de Abu Nidal em agosto de 2002.
Na prática, a OAN era esquerdista e secularista, bem como antissionista e antiocidental. Em teoria, ela não estava particularmente associada a nenhuma ideologia específica - ou, pelo menos, não foi declarada tal fundação. Ela estava principalmente ligada à busca das agendas pessoais de Abu Nidal. A OAN foi criada para levar adiante uma luta armada em busca do pan-arabismo e da destruição de Israel. Como outros grupos militantes palestinos, a OAN realizou sequestros, assassinatos, sequestros de diplomatas e ataques a sinagogas em todo o mundo. Foi responsável por 90 ataques terroristas entre 1974 e 1992. Em 2002, Abu Nidal morreu em circunstâncias controversas em Bagdá, com fontes palestinas afirmando que ele foi assassinado por ordem do presidente iraquiOAN Saddam Hussein.

## Formação e histórico
A Organização Abu Nidal foi criada por Sabri Khalil al-Bannah, conhecido por seu nome de guerra Abu Nidal, um nacionalista árabe palestino e ex-membro do partido Baath. Abu Nidal defendeu por muito tempo que a filiação à OLP deveria ser aberta a todos os árabes, não apenas aos palestinos. Ele também argumentava que a Palestina deveria ser estabelecida como um Estado árabe, que se estendesse do Rio Jordão, a leste, até o Mar Mediterrâneo, a oeste. Abu Nidal estabeleceu sua facção dentro da OLP, pouco antes do Setembro Negro na Jordânia, e após divergências internas na OLP. Durante o Terceiro Congresso da Fatah em Damasco, em 1971, ele emergiu como líder de uma aliança de esquerda contra Yasser Arafat. Após a Guerra do Yom Kippur de 1973, muitos membros da corrente principal do movimento Fatah argumentaram que uma solução política com Israel deveria ser uma opção. Consequentemente, Abu Nidal se separou do Fatah em 1974 e formou sua frente “rejeitadora” para levar adiante uma luta armada pan-arabista.
A primeira operação independente de Abu Nidal ocorreu em 5 de setembro de 1973, quando cinco homens armados que usavam o nome Al-Iqab (“O Castigo”) tomaram a embaixada saudita em Paris, fazendo 11 reféns e ameaçando explodir o prédio se Abu Dawud não fosse libertado da prisão na Jordânia, onde havia sido preso em fevereiro de 1973 por um atentado contra a vida do rei Hussein. Após o incidente, Mahmoud Abbas, da OLP, voou para o Iraque para se encontrar com Abu Nidal. Durante o encontro, Abbas ficou tão irritado que saiu da reunião, seguido pelos outros delegados da OLP e, a partir de então, a OLP passou a considerar Abu Nidal como um mercenário.
Dois meses depois, logo após a Guerra do Yom Kippur, em outubro de 1973, durante as discussões sobre a convocação de uma conferência de paz em Genebra, a Organização Abu Nidal (OAN) sequestrou um avião da KLM, usando o nome da Organização da Juventude Nacionalista Árabe. A operação tinha o objetivo de enviar um sinal ao Fatah para que não enviasse representantes a nenhuma conferência de paz. Em resposta, Arafat expulsou oficialmente Abu Nidal do Fatah em março de 1974, e a ruptura entre os dois grupos e os dois homens foi completa. Em junho do mesmo ano, a OAN formou a Frente Rejeitadora, uma coalizão política que se opôs ao Programa de Dez Pontos adotado pela Organização para a Libertação da Palestina em sua 12ª sessão do Congresso Nacional Palestino.
Abu Nidal mudou-se então para o Iraque Baathista, onde montou a OAN, que logo iniciou uma série de ataques terroristas contra Israel e países ocidentais. Estabelecendo-se como um empreiteiro autônomo, o Departamento de Estado dos Estados Unidos acredita que Abu Nidal tenha ordenado ataques em 20 países, matando ou ferindo mais de 900 pessoas. Os ataques mais notórios do grupo OAN foram contra os guichês da El Al nos aeroportos de Roma e Viena em dezembro de 1985, quando pistoleiros árabes sob o efeito de anfetaminas abriram fogo contra os passageiros em tiroteios simultâneos, matando 18 e ferindo 120. Patrick Seale [en], biógrafo de Abu Nidal, escreveu sobre os ataques que sua “crueldade aleatória os marcou como operações típicas de Abu Nidal”.

## Ataques
A OAN realizou ataques em 20 países em todo o mundo, matando ou ferindo cerca de 1.650 pessoas. Os alvos incluem os Estados Unidos, o Reino Unido, a França, Israel, palestinos moderados, a OLP e vários países árabes e europeus. O grupo não ataca alvos ocidentais desde o final da década de 1980.
Os principais ataques incluíram os atentados aos aeroportos de Roma e Viena em dezembro de 1985, a sinagoga Neve Shalom [en] em Istambul e o sequestro do Voo Pan Am 73 em Karachi em setembro de 1986, e o ataque ao navio de excursão diurna City of Poros na Grécia em julho de 1988.
A OAN é especialmente conhecida por sua posição intransigente em relação à negociação com Israel, tratando qualquer coisa que não seja uma luta militar total contra Israel como traição. Isso levou o grupo a realizar vários ataques contra a OLP, que havia deixado claro que aceitava uma solução negociada para o conflito. Acredita-se que a Fatah-RC tenha assassinado o vice-chefe da OLP, Salah Khalaf [en], e o chefe de segurança da OLP, Abul Hul, em Tunes, em janeiro de 1991. O grupo também assassinou um diplomata jordaniano no Líbano, em janeiro de 1994, e tem sido associado ao assassinato do representante da OLP no país. O famoso moderado da OLP, Issam Sartawi, foi morto pela Fatah-RC em 1983. Em outubro de 1974, o grupo também fez uma tentativa fracassada de assassinato do atual presidente palestino e presidente da OLP, Mahmoud Abbas. Esses ataques e vários outros levaram a OLP a emitir uma sentença de morte à revelia contra Abu Nidal. No início da década de 1990, ele tentou obter o controle de um campo de refugiados no Líbano, mas foi impedido pelas organizações da OLP.

## Execuções internas e tortura
O jornal oficial da OAN, Filastin al-Thawra, publicava regularmente histórias que anunciavam a execução de traidores dentro do movimento. Cada novo recruta da OAN tinha vários dias para escrever a história de sua vida e assinar um documento concordando com sua execução se algo fosse considerado falso. De vez em quando, o recruta era solicitado a reescrever toda a história. Qualquer discrepância era considerada prova de que ele era um espião e ele era obrigado a escrevê-la novamente, muitas vezes depois de passar dias sendo espancado e noites sendo forçado a dormir em pé.
O jornalista britânico Alec Collett foi morto pela OAN em Aita al-Foukhar [en] (vilarejo no Líbano) em 1986. Ele foi pendurado em uma corda e foi baleado em retaliação aos ataques aéreos dos EUA à Líbia.
Em 1987, Abu Nidal usou táticas extremas de tortura contra membros da OAN que eram suspeitos de traição e deslealdade. As táticas incluíam pendurar prisioneiros nus, chicoteá-los até ficarem inconscientes, usar sal ou pimenta em pó para reanimá-los, forçá-los a entrar em um pneu de carro para chicotear e aplicar sal, derreter plástico em sua pele, fritar seus órgãos genitais e confiná-los em celas minúsculas amarradas com as mãos e os pés. Se as celas estivessem cheias, os prisioneiros poderiam ser enterrados vivos com um cano de aço para respirar. A execução era realizada disparando-se uma bala pelo cano.
De 1987 a 1988, centenas de membros da Organização Abu Nidal foram mortos devido à paranoia interna e às táticas de terror. A esposa idosa de um membro veterano também foi morta sob falsas acusações. Os assassinatos foram realizados principalmente por quatro indivíduos: Mustafa Ibrahim Sanduqa, Isam Maraqa, Sulaiman Samrin e Mustafa Awad. As decisões de matar eram tomadas principalmente por Abu Nidal depois que ele consumia uma garrafa inteira de uísque à noite. De acordo com os dissidentes da OAN, os ataques feitos pelo grupo não tinham ligação com a causa palestina e levaram à sua deserção. Além disso, eles alegaram que a guerrilha era o “exemplo vivo da paranoia”.